# Viktor Johansson
Pour les articles homonymes, voir Johansson.
Viktor Johansson, né le 14 septembre 1998 à Stockholm en Suède, est un footballeur international suédois qui évolue au poste de gardien de but à Stoke City.

## Biographie

### En club
Né à Stockholm en Suède, Viktor Johansson est formé par l'Hammarby IF avant de rejoindre l'Angleterre afin de s'engager avec Aston Villa le 28 juillet 2014,. En février 2018 il est prêté à Alfreton Town jusqu'à la fin de la saison.
Le 2 août 2018, Viktor Johansson quitte définitivement Aston Villa où il n'aura joué aucun match avec l'équipe première, et s'engage en faveur de Leicester City. Durant son passage à Leicester il joue principalement avec l'équipe réserve du club. Il fait quelques entraînements avec l'équipe première, côtoyant notamment le gardien numéro un, Kasper Schmeichel.
Non conservé par Leicester City à l'été 2020, Viktor Johansson rejoint librement le Rotherham United le 2 septembre 2020. Il signe un contrat de deux ans. Il joue son premier match sous ses nouvelles couleurs le 7 novembre 2020, à l'occasion d'une rencontre de Championship face à Preston North End. Il est titularisé et son équipe l'emporte par deux buts à un.
Lors de l'été 2024, Viktor Johansson rejoint Stoke City. Le transfert est annoncé le 18 mai 2024 et il signe un contrat de trois ans, soit jusqu'en juin 2027.

### En sélection
Viktor Johansson représente l'équipe de Suède des moins de 18 ans, pour un total de deux matchs joués.
Viktor Johansson joue son premier et unique match avec l'équipe de Suède espoirs contre l'Écosse le 25 mars 2019. Il est titularisé et son équipe s'impose par deux buts à un.
En mars 2023, Viktor Johansson est convoqué pour la première fois avec l'équipe nationale de Suède par le sélectionneur Janne Andersson. Il ne joue toutefois aucun match lors de ce rassemblement.